# 1887 Virton
1887 Virton eller 1950 TD är en asteroid i huvudbältet, som upptäcktes den 5 oktober 1950 av den belgiske astronomen Sylvain Arend i Uccle. Den har fått sitt namn efter den belgiska staden Virton.
Asteroiden har en diameter på ungefär 20 kilometer och den tillhör asteroidgruppen Eos.